# Willingale
Willingale – wieś i civil parish w Anglii, w Esseksie, w dystrykcie Epping Forest. W 2011 roku civil parish liczyła 501 mieszkańców. W civil parish znajduje się 55 zabytkowych budynków. W obszar civil parish wchodzą także Shellow Bowells, Willingale Doe i Willingale Spain.